# Cuervea macrophylla
Cuervea macrophylla är en benvedsväxtart som först beskrevs av Martin Vahl, och fick sitt nu gällande namn av Wilczek. Cuervea macrophylla ingår i släktet Cuervea och familjen Celastraceae. Inga underarter finns listade.